# Verhoeven Open 2016
Das Verhoeven Open Tournament 2016 war ein Karambolageturnier in der Disziplin Dreiband und fand vom 1. bis 6. August in New York, Vereinigte Staaten statt.

## Modus
Es nahmen 105 Spieler in der Qualifikationsrunde teil. Diese spielten in 15 Gruppen mit je sieben Spielern im Round Robin gegeneinander. Gespielt wurde auf 25 Punkte. Die zwei Gruppenbesten, die zwei besten Drittplatzierten und drei Spieler die über eine Lotterie ausgelost wurden, zogen in die Halbfinalrunde ein, wo sie auf die gesetzten Spieler Torbjörn Blomdahl, Frédéric Caudron, Dick Jaspers und Eddy Merckx trafen. Ergänzt wird die Runde der letzten 40 Spieler durch den Ehrengast und Altmeister Raymond Ceulemans. Im Halbfinale wurde in fünf Gruppe zu je acht Spielern ebenfalls im Round-Robin-Modus auf 35 Punkte gespielt. Die drei Gruppenbesten und der beste Viertplatzierte kamen dann in die Finalrunde der letzten 16. Ab dort wurde in der Einzeleliminierung auf 40 Punkte gespielt. Das Turnier hatte keine Schiedsrichter, die die einzelnen Spiele überwachen. Die Spieler müssen einander vertrauen und ihre Spielstände selbst eingeben. Über jedem Tisch gibt es eine Art Abakus, auf dem der Spieler nach Beendigung seiner Aufnahme den Spielstand anzeigen muss. Die Eingaben am Computer müssen die Spieler ebenfalls selbst vornehmen. Eine Shot clock gab es nicht. Die US-Spieler (USBA-Mitglieder) erhalten zudem Ranglistenpunkte für die nationale Spielerrangliste der USA. Für die beste Partie des Turniers erhält ein Spieler 250 US-Dollar. Den gleichen Betrag gibt es für die Höchstserie. Sollte ein Spieler einen neuen Weltrekord für den besten Einzeldurchschnitt (momentan 40 Points in 7 Aufnahmen) oder in der Höchstserie (momentan 28 Punkte) aufstellen, gibt es jeweils 10.000 US-Dollar.

## Preisgeldtabelle und Nationen
Folgende Preisgelder und Ranglistenpunkte (nur USBA-Spieler) wurden vergeben:
| Platz                   | US$   | Platz | US$   |
| ----------------------- | ----- | ----- | ----- |
| 01                      | 9.000 | 11    | 1.800 |
| 02                      | 6.000 | 12    | 1.600 |
| 03                      | 4.000 | 13    | 1.400 |
| 04                      | 3.500 | 14    | 1.300 |
| 05                      | 3.200 | 15    | 1.200 |
| 06                      | 3.000 | 16    | 1.000 |
| 07                      | 2.800 | 17–20 | 600   |
| 08                      | 2.500 | 21–25 | 500   |
| 09                      | 2.200 | 26–40 | 300   |
| 10                      | 2.000 |       |       |
| Gesamtsumme: 56.400 US$ |       |       |       |

| Rang    | Punkte |
| ------- | ------ |
| 1.      | 80     |
| 2.      | 60     |
| 3.      | 50     |
| 4.      | 40     |
| 5. & 6. | 30     |
| 7. & 8. | 25     |
| 9.–12.  | 20     |
| 13.–16. | 15     |
| 17.–24  | 10     |
| 25.–32  | 05     |
| ≥ 33    | 03     |

| Ägypten (4)             | Belgien (5)     |
| Kolumbien (1)           | Deutschland (2) |
| Dänemark (14)           | Frankreich (4)  |
| Griechenland (1)        | Südkorea (8)    |
| Mexiko (1)              | Niederlande (5) |
| Schweden (3)            | Türkei (5)      |
| Vereinigte Staaten (53) | Vietnam (4)     |

Gesetzte Spieler
- Frédéric Caudron (Weltranglistenerster)
- Torbjörn Blomdahl (Weltmeister + Weltranglistenzweiter)
- Eddy Merckx (Weltranglistendritter)
- Dick Jaspers (Titelverteidiger + Weltranglistenvierter)
- Raymond Ceulemans (Ehrengast)

## Turnierkommentar
Erstmals seit 2012 setzte sich der deutsche Weltklassespieler Martin Horn wieder in ein Flugzeug, um an einem Dreibandturnier teilzunehmen. Begleitet wurde er von seinem langjährigen Betreuer und Freund Dieter Ernst. Beide waren in diesem Jahr die einzigen Teilnehmer der DACH-Länder. Als Überraschungsgast wurde erneut der 79-jährige Altmeister Raymond Ceulemans erst kurz vor Turnierbeginn als 110. Spieler verkündet. Ceulemans musste, ebenso wie die anderen gesetzten Spieler, nicht an den Qualifikationsspielen teilnehmen und spielte erst in den Gruppenspielen der Halbfinalrunde der Letzten 40. Trotz seines hohen Alters sah man ihm seine Leidenschaft beim Spiel immer noch an, er gewann fünf seiner Gruppenspiele, allerdings kam sein Ausscheiden nach drei Niederlagen gegen Murat Naci Çoklu, Kim Haeng-jik und Gokhan Salman. Am Ende schloss er mit Platz fünf der acht Spieler ab.
Überraschenderweise waren die starken griechischen Spieler nicht vertreten, dafür sandte Vietnam erstmals fünf Spieler aus. Drei schafften es in die Endrunde und Vinh Ly The wurde sogar Achter.

## Vorrunde
In der ersten Runde wird auf 25 Punkte ohne Nachstoß gespielt. Die jeweiligen zwei Gruppenbesten kommen in die Hauptrunde. Zu den 30 Gruppenbesten kommen die zwei besten Gruppendritten, die fünf gesetzten Spieler und über eine Auktion (Joel Switala und Dan Johansen) und Lotterie (Thomas Moren) wurden drei weitere Spieler ermittelt. Aus diesen 40 Spielern werden fünf Gruppen mit 8 Akteuren gebildet. Auch diese Gruppen werden im Round-Robin-System gespielt. Die ersten drei jeder Gruppe und der beste Vierte qualifizieren sich für die KO-Runde der letzten 16.
| MP    | Match Punkte (Sieger = 2; Unentschieden = 1; Verlierer = 0) |
| SV    | Satzverhältnis (nur bei Turnieren im Satzsystem)            |
| Pkte. | Erzielte Karambolagen                                       |
| Aufn. | benötigte Aufnahmen                                         |
| GD    | Generaldurchschnitt                                         |
| MGD   | Mannschafts-Generaldurchschnitt                             |
| BED   | Bester Einzeldurchschnitt eines Spielers                    |
| BEMD  | Bester Einzeldurchschnitt einer Mannschaft                  |
| BSD   | Bester Satzdurchschnitt eines Spielers                      |
| HS    | Höchstserie                                                 |
| WRP   | Weltranglistenpunkte                                        |

| Endklassement Gruppe A | Endklassement Gruppe A | Endklassement Gruppe A | Endklassement Gruppe A | Endklassement Gruppe A | Endklassement Gruppe A | Endklassement Gruppe A | Endklassement Gruppe A |
| Platz                  | Name                   | MP                     | Pkt.                   | Aufn.                  | GD                     | BED                    | HS                     |
| ---------------------- | ---------------------- | ---------------------- | ---------------------- | ---------------------- | ---------------------- | ---------------------- | ---------------------- |
| 1                      | Michael Kang           | 12                     | 150                    | 122                    | 1,230                  | 2,273                  | 9                      |
| 2                      | Ricardo Carranco       | 10                     | 136                    | 174                    | 0,782                  | 0,962                  | 8                      |
| 3                      | Tae Kyu Lee            | 8                      | 129                    | 146                    | 0,884                  | 1,923                  | 7                      |
| 4                      | Brian Haff             | 6                      | 103                    | 141                    | 0,691                  | 1,563                  | 8                      |
| 5                      | Jan Olsen              | 4                      | 106                    | 225                    | 0,471                  | 0,735                  | 5                      |
| 6                      | Tim Torrebeeck         | 2                      | 98                     | 175                    | 0,560                  | 0,641                  | 5                      |
| 7                      | Walid Elkhouly         | 0                      | 89                     | 243                    | 0,366                  | ---                    | 4                      |

| Endklassement Gruppe B | Endklassement Gruppe B | Endklassement Gruppe B | Endklassement Gruppe B | Endklassement Gruppe B | Endklassement Gruppe B | Endklassement Gruppe B | Endklassement Gruppe B |
| Platz                  | Name                   | MP                     | Pkt.                   | Aufn.                  | GD                     | BED                    | HS                     |
| ---------------------- | ---------------------- | ---------------------- | ---------------------- | ---------------------- | ---------------------- | ---------------------- | ---------------------- |
| 1                      | Hugo Patino            | 12                     | 150                    | 121                    | 1,240                  | 3,571                  | 13                     |
| 2                      | Song Lim               | 10                     | 135                    | 192                    | 0,703                  | 0,806                  | 5                      |
| 3                      | Karina Jetten          | 8                      | 129                    | 198                    | 0,652                  | 0,758                  | 5                      |
| 4                      | Erik Wienke            | 6                      | 117                    | 201                    | 0,582                  | 0,758                  | 6                      |
| 5                      | Peer Harpsøe           | 4                      | 111                    | 208                    | 0,534                  | 0,595                  | 6                      |
| 6                      | Tony Liberato          | 2                      | 81                     | 230                    | 0,352                  | 0,543                  | 6                      |
| 7                      | Russ Rosenberger       | 0                      | 86                     | 242                    | 0,355                  | ---                    | 4                      |

| Endklassement Gruppe C | Endklassement Gruppe C | Endklassement Gruppe C | Endklassement Gruppe C | Endklassement Gruppe C | Endklassement Gruppe C | Endklassement Gruppe C | Endklassement Gruppe C |
| Platz                  | Name                   | MP                     | Pkt.                   | Aufn.                  | GD                     | BED                    | HS                     |
| ---------------------- | ---------------------- | ---------------------- | ---------------------- | ---------------------- | ---------------------- | ---------------------- | ---------------------- |
| 1                      | William Oh             | 12                     | 150                    | 119                    | 1,261                  | 1,923                  | 11                     |
| 2                      | Brian Knudsen          | 10                     | 141                    | 109                    | 1,294                  | 1,923                  | 8                      |
| 3                      | Nguyễn Quốc Nguyện     | 8                      | 140                    | 86                     | 1,628                  | 2,273                  | 8                      |
| 4                      | Robert Raiford         | 6                      | 121                    | 169                    | 0,716                  | 0,926                  | 6                      |
| 5                      | Song Lim               | 4                      | 110                    | 154                    | 0,714                  | 1,316                  | 4                      |
| 6                      | Gilbert Najim          | 4                      | 90                     | 135                    | 0,667                  | 0,926                  | 6                      |
| 7                      | Steve Kreditor         | 0                      | 99                     | 157                    | 0,631                  | ---                    | 6                      |

| Endklassement Gruppe D | Endklassement Gruppe D | Endklassement Gruppe D | Endklassement Gruppe D | Endklassement Gruppe D | Endklassement Gruppe D | Endklassement Gruppe D | Endklassement Gruppe D |
| Platz                  | Name                   | MP                     | Pkt.                   | Aufn.                  | GD                     | BED                    | HS                     |
| ---------------------- | ---------------------- | ---------------------- | ---------------------- | ---------------------- | ---------------------- | ---------------------- | ---------------------- |
| 1                      | Tayfun Taşdemir        | 12                     | 150                    | 62                     | 2,419                  | 3,124                  | 14                     |
| 2                      | Sang Jin Lee           | 10                     | 134                    | 133                    | 1,008                  | 1,786                  | 8                      |
| 3                      | Wilco Meusen           | 8                      | 125                    | 157                    | 0,796                  | 1,563                  | 6                      |
| 4                      | Sang Kyun Yim          | 6                      | 126                    | 224                    | 0,563                  | 0,658                  | 6                      |
| 5                      | Joel Switala           | 4                      | 98                     | 212                    | 0,462                  | 0,556                  | 4                      |
| 6                      | Jerry Geist            | 2                      | 99                     | 211                    | 0,469                  | 0,532                  | 4                      |
| 7                      | Tilaverides Demetrios  | 0                      | 70                     | 199                    | 0,352                  | ---                    | 4                      |

| Endklassement Gruppe E | Endklassement Gruppe E | Endklassement Gruppe E | Endklassement Gruppe E | Endklassement Gruppe E | Endklassement Gruppe E | Endklassement Gruppe E | Endklassement Gruppe E |
| Platz                  | Name                   | MP                     | Pkt.                   | Aufn.                  | GD                     | BED                    | HS                     |
| ---------------------- | ---------------------- | ---------------------- | ---------------------- | ---------------------- | ---------------------- | ---------------------- | ---------------------- |
| 1                      | Cho Jae-ho             | 10                     | 144                    | 82                     | 1,756                  | 3,125                  | 13                     |
| 2                      | Nalle Olsson           | 10                     | 135                    | 110                    | 1,227                  | 1,786                  | 8                      |
| 3                      | Gokhan Salman          | 10                     | 131                    | 131                    | 1,000                  | 1,250                  | 10                     |
| 4                      | Merril Hughes          | 4                      | 100                    | 218                    | 0,459                  | 0,610                  | 4                      |
| 5                      | Camilo Medina          | 4                      | 86                     | 168                    | 0,512                  | 0,714                  | 4                      |
| 6                      | Raye Raskin            | 4                      | 84                     | 175                    | 0,480                  | 0,625                  | 6                      |
| 7                      | Gary Eake              | 0                      | 73                     | 192                    | 0,380                  | ---                    | 4                      |

| Endklassement Gruppe F | Endklassement Gruppe F | Endklassement Gruppe F | Endklassement Gruppe F | Endklassement Gruppe F | Endklassement Gruppe F | Endklassement Gruppe F | Endklassement Gruppe F |
| Platz                  | Name                   | MP                     | Pkt.                   | Aufn.                  | GD                     | BED                    | HS                     |
| ---------------------- | ---------------------- | ---------------------- | ---------------------- | ---------------------- | ---------------------- | ---------------------- | ---------------------- |
| 1                      | Jérémy Bury            | 12                     | 150                    | 100                    | 1,500                  | 2,500                  | 9                      |
| 2                      | Danny Korte            | 10                     | 135                    | 138                    | 0,978                  | 1,563                  | 7                      |
| 3                      | Erick Valario          | 8                      | 114                    | 181                    | 0,630                  | 0,833                  | 6                      |
| 4                      | Usiel Cruz             | 4                      | 107                    | 208                    | 0,514                  | 0,893                  | 4                      |
| 5                      | Christian Portilla     | 4                      | 106                    | 173                    | 0,613                  | 0,962                  | 5                      |
| 6                      | Charles DeLorme        | 4                      | 97                     | 182                    | 0,533                  | 0,926                  | 6                      |
| 7                      | Eric Hughes            | 0                      | 73                     | 200                    | 0,365                  | ---                    | 4                      |

| Endklassement Gruppe G | Endklassement Gruppe G | Endklassement Gruppe G | Endklassement Gruppe G | Endklassement Gruppe G | Endklassement Gruppe G | Endklassement Gruppe G | Endklassement Gruppe G |
| Platz                  | Name                   | MP                     | Pkt.                   | Aufn.                  | GD                     | BED                    | HS                     |
| ---------------------- | ---------------------- | ---------------------- | ---------------------- | ---------------------- | ---------------------- | ---------------------- | ---------------------- |
| 1                      | Martin Horn            | 12                     | 150                    | 99                     | 1,515                  | 2,083                  | 7                      |
| 2                      | Poul Bjerring          | 8                      | 136                    | 149                    | 0,913                  | 1,250                  | 6                      |
| 3                      | Fred Lamers            | 8                      | 131                    | 143                    | 0,916                  | 1,190                  | 6                      |
| 4                      | Sergio Tapia Castilla  | 6                      | 115                    | 159                    | 0,723                  | 1,000                  | 6                      |
| 5                      | Don Sperber            | 4                      | 104                    | 215                    | 0,484                  | 0,758                  | 5                      |
| 6                      | Jairo Lenis            | 4                      | 95                     | 195                    | 0,487                  | 0,625                  | 6                      |
| 7                      | David Hernandez        | 0                      | 73                     | 209                    | 0,349                  | ---                    | 4                      |

| Endklassement Gruppe H | Endklassement Gruppe H | Endklassement Gruppe H | Endklassement Gruppe H | Endklassement Gruppe H | Endklassement Gruppe H | Endklassement Gruppe H | Endklassement Gruppe H |
| Platz                  | Name                   | MP                     | Pkt.                   | Aufn.                  | GD                     | BED                    | HS                     |
| ---------------------- | ---------------------- | ---------------------- | ---------------------- | ---------------------- | ---------------------- | ---------------------- | ---------------------- |
| 1                      | Kang Dong-koong        | 12                     | 150                    | 78                     | 1,923                  | 3,571                  | 13                     |
| 2                      | Kim Jun-tae            | 10                     | 141                    | 87                     | 1,621                  | 1,786                  | 9                      |
| 3                      | Rufino Perez           | 8                      | 110                    | 159                    | 0,692                  | 0,758                  | 5                      |
| 4                      | Thomas Moren           | 6                      | 136                    | 123                    | 1,106                  | 1,923                  | 9                      |
| 5                      | Kyung Soo Yim          | 4                      | 115                    | 153                    | 0,752                  | 0,833                  | 5                      |
| 6                      | Thomas Tullberg        | 2                      | 78                     | 171                    | 0,456                  | 0,500                  | 4                      |
| 7                      | Mickey Campbell        | 0                      | 44                     | 145                    | 0,303                  | ---                    | 3                      |

| Endklassement Gruppe I | Endklassement Gruppe I | Endklassement Gruppe I | Endklassement Gruppe I | Endklassement Gruppe I | Endklassement Gruppe I | Endklassement Gruppe I | Endklassement Gruppe I |
| Platz                  | Name                   | MP                     | Pkt.                   | Aufn.                  | GD                     | BED                    | HS                     |
| ---------------------- | ---------------------- | ---------------------- | ---------------------- | ---------------------- | ---------------------- | ---------------------- | ---------------------- |
| 1                      | Huberney Cataño        | 12                     | 150                    | 123                    | 1,220                  | 1,923                  | 8                      |
| 2                      | Philippe Malsert       | 10                     | 145                    | 177                    | 0,819                  | 1,389                  | 6                      |
| 3                      | Young Gull Lee         | 8                      | 122                    | 177                    | 0,701                  | 1,042                  | 6                      |
| 4                      | John Petersen          | 6                      | 120                    | 236                    | 0,508                  | 0,676                  | 5                      |
| 5                      | Jim Watson             | 4                      | 121                    | 214                    | 0,565                  | 0,521                  | 4                      |
| 6                      | David Palmer           | 2                      | 87                     | 207                    | 0,420                  | 0,581                  | 3                      |
| 7                      | Rick van Aspert        | 0                      | 101                    | 208                    | 0,486                  | ---                    | 5                      |

| Endklassement Gruppe J | Endklassement Gruppe J | Endklassement Gruppe J | Endklassement Gruppe J | Endklassement Gruppe J | Endklassement Gruppe J | Endklassement Gruppe J | Endklassement Gruppe J |
| Platz                  | Name                   | MP                     | Pkt.                   | Aufn.                  | GD                     | BED                    | HS                     |
| ---------------------- | ---------------------- | ---------------------- | ---------------------- | ---------------------- | ---------------------- | ---------------------- | ---------------------- |
| 1                      | Trần Quyết Chiến       | 12                     | 150                    | 102                    | 1,471                  | 2,500                  | 9                      |
| 2                      | Nguyễn Đức Anh Chiến   | 10                     | 135                    | 120                    | 1,125                  | 1,389                  | 8                      |
| 3                      | Hyuk Yoon              | 8                      | 125                    | 206                    | 0,607                  | 0,658                  | 4                      |
| 4                      | Khali Diab             | 6                      | 121                    | 193                    | 0,627                  | 1,042                  | 5                      |
| 5                      | John Tomassetti        | 4                      | 92                     | 241                    | 0,382                  | 0,481                  | 3                      |
| 6                      | Henrik Gellner         | 2                      | 108                    | 222                    | 0,486                  | 0,595                  | 7                      |
| 7                      | Kevin Perri            | 0                      | 63                     | 199                    | 0,317                  | ---                    | 3                      |

| Endklassement Gruppe K | Endklassement Gruppe K | Endklassement Gruppe K | Endklassement Gruppe K | Endklassement Gruppe K | Endklassement Gruppe K | Endklassement Gruppe K | Endklassement Gruppe K |
| Platz                  | Name                   | MP                     | Pkt.                   | Aufn.                  | GD                     | BED                    | HS                     |
| ---------------------- | ---------------------- | ---------------------- | ---------------------- | ---------------------- | ---------------------- | ---------------------- | ---------------------- |
| 1                      | Cho Keon-hwi           | 12                     | 125                    | 87                     | 1,437                  | 3,125                  | 10                     |
| 2                      | Kim Haeng-jik          | 8                      | 127                    | 98                     | 1,296                  | 1,923                  | 7                      |
| 3                      | Chris Bartzos          | 8                      | 118                    | 126                    | 0,937                  | 1,667                  | 7                      |
| 4                      | Dan Johansen           | 6                      | 121                    | 118                    | 1,025                  | 1,471                  | 7                      |
| 5                      | Pierre-Jean Lacaze     | 4                      | 120                    | 142                    | 0,845                  | 1,471                  | 8                      |
| 6                      | Felipe Leiva           | 4                      | 92                     | 128                    | 0,719                  | 0,862                  | 4                      |
| 7                      | Rich Kim               | 0                      | 67                     | 154                    | 0,435                  | ---                    | 4                      |

| Endklassement Gruppe L | Endklassement Gruppe L | Endklassement Gruppe L | Endklassement Gruppe L | Endklassement Gruppe L | Endklassement Gruppe L | Endklassement Gruppe L | Endklassement Gruppe L |
| Platz                  | Name                   | MP                     | Pkt.                   | Aufn.                  | GD                     | BED                    | HS                     |
| ---------------------- | ---------------------- | ---------------------- | ---------------------- | ---------------------- | ---------------------- | ---------------------- | ---------------------- |
| 1                      | Roland Forthomme       | 12                     | 150                    | 107                    | 1,402                  | 1,923                  | 9                      |
| 2                      | Lars Dunch             | 8                      | 131                    | 118                    | 1,110                  | 1,481                  | 8                      |
| 3                      | Kang Lee               | 8                      | 130                    | 137                    | 0,949                  | 1,250                  | 9                      |
| 4                      | Ira Lee                | 8                      | 126                    | 156                    | 0,808                  | 0,962                  | 5                      |
| 5                      | Eric Kwon              | 2                      | 98                     | 146                    | 0,671                  | 0,806                  | 4                      |
| 6                      | Kim Bengtsson          | 2                      | 89                     | 186                    | 0,478                  | 0,481                  | 5                      |
| 7                      | Vinny Siemaszko        | 2                      | 79                     | 176                    | 0,449                  | 0,694                  | 5                      |

| Endklassement Gruppe M | Endklassement Gruppe M  | Endklassement Gruppe M | Endklassement Gruppe M | Endklassement Gruppe M | Endklassement Gruppe M | Endklassement Gruppe M | Endklassement Gruppe M |
| Platz                  | Name                    | MP                     | Pkt.                   | Aufn.                  | GD                     | BED                    | HS                     |
| ---------------------- | ----------------------- | ---------------------- | ---------------------- | ---------------------- | ---------------------- | ---------------------- | ---------------------- |
| 1                      | Murat Naci Çoklu        | 12                     | 150                    | 95                     | 1,579                  | 2,778                  | 8                      |
| 2                      | Bassem Salem            | 10                     | 131                    | 202                    | 0,649                  | 0,735                  | 4                      |
| 3                      | George Karam            | 8                      | 125                    | 181                    | 0,691                  | 1,042                  | 6                      |
| 4                      | Juan Uribe              | 4                      | 112                    | 192                    | 0,583                  | 0,962                  | 5                      |
| 5                      | Can Kazikoglu           | 4                      | 111                    | 160                    | 0,694                  | 0,893                  | 7                      |
| 6                      | Carlos Ramos            | 4                      | 99                     | 223                    | 0,444                  | 0,568                  | 4                      |
| 7                      | Henrik Michael Jeppsson | 0                      | 79                     | 216                    | 0,366                  | ---                    | 3                      |

| Endklassement Gruppe N | Endklassement Gruppe N | Endklassement Gruppe N | Endklassement Gruppe N | Endklassement Gruppe N | Endklassement Gruppe N | Endklassement Gruppe N | Endklassement Gruppe N |
| Platz                  | Name                   | MP                     | Pkt.                   | Aufn.                  | GD                     | BED                    | HS                     |
| ---------------------- | ---------------------- | ---------------------- | ---------------------- | ---------------------- | ---------------------- | ---------------------- | ---------------------- |
| 1                      | Sonny Cho              | 12                     | 150                    | 132                    | 1,136                  | 1,786                  | 5                      |
| 2                      | Hong Jong-myung        | 8                      | 139                    | 160                    | 0,869                  | 1,563                  | 6                      |
| 3                      | Bill Walsh             | 6                      | 118                    | 217                    | 0,544                  | 0,610                  | 6                      |
| 4                      | Nick Mansson           | 6                      | 118                    | 183                    | 0,645                  | 0,862                  | 5                      |
| 5                      | Roger Sequiera         | 4                      | 113                    | 228                    | 0,496                  | 0,510                  | 6                      |
| 6                      | Nayif Ramirez          | 4                      | 113                    | 217                    | 0,521                  | 1,042                  | 4                      |
| 7                      | Fatih Korkmaz          | 2                      | 99                     | 198                    | 0,500                  | 0,781                  | 4                      |

| Endklassement Gruppe O | Endklassement Gruppe O | Endklassement Gruppe O | Endklassement Gruppe O | Endklassement Gruppe O | Endklassement Gruppe O | Endklassement Gruppe O | Endklassement Gruppe O |
| Platz                  | Name                   | MP                     | Pkt.                   | Aufn.                  | GD                     | BED                    | HS                     |
| ---------------------- | ---------------------- | ---------------------- | ---------------------- | ---------------------- | ---------------------- | ---------------------- | ---------------------- |
| 1                      | Semih Saygıner         | 12                     | 150                    | 103                    | 1,456                  | 2,500                  | 8                      |
| 2                      | Ly The Vinh            | 10                     | 144                    | 102                    | 1,412                  | 2,083                  | 9                      |
| 3                      | Raymon Groot           | 8                      | 133                    | 152                    | 0,875                  | 1,190                  | 8                      |
| 4                      | Salvador Cardenas      | 6                      | 110                    | 166                    | 0,663                  | 0,833                  | 5                      |
| 5                      | Mike Lee               | 4                      | 107                    | 173                    | 0,618                  | 0,676                  | 6                      |
| 6                      | Dieter Ernst           | 2                      | 81                     | 181                    | 0,448                  | 0,481                  | 4                      |
| 7                      | Daniel Jeong           | 0                      | 106                    | 221                    | 0,480                  | ---                    | 6                      |

## Hauptrunde
Gespielt wird auf 35 Punkte ohne Nachstoß.
| Endklassement Gruppe A | Endklassement Gruppe A | Endklassement Gruppe A | Endklassement Gruppe A | Endklassement Gruppe A | Endklassement Gruppe A | Endklassement Gruppe A | Endklassement Gruppe A |
| Platz                  | Name                   | MP                     | Pkt.                   | Aufn.                  | GD                     | BED                    | HS                     |
| ---------------------- | ---------------------- | ---------------------- | ---------------------- | ---------------------- | ---------------------- | ---------------------- | ---------------------- |
| 1                      | Martin Horn            | 12                     | 239                    | 122                    | 1,959                  | 3,500                  | 11                     |
| 2                      | Frédéric Caudron       | 10                     | 216                    | 119                    | 1,815                  | 3,500                  | 13                     |
| 3                      | Cho Jae-ho             | 10                     | 214                    | 132                    | 1,621                  | 3,182                  | 10                     |
| 4                      | Huberney Cataño        | 10                     | 189                    | 134                    | 1,410                  | 2,692                  | 11                     |
| 5                      | Thomas Moren           | 6                      | 173                    | 200                    | 0,865                  | 1,000                  | 8                      |
| 6                      | Sang-Jin Lee           | 6                      | 193                    | 231                    | 0,835                  | 1,522                  | 10                     |
| 7                      | Philippe Malsert       | 2                      | 160                    | 195                    | 0,821                  | 0,833                  | 6                      |
| 8                      | Bassem Salem           | 0                      | 120                    | 216                    | 0,556                  | ---                    | 5                      |

| Endklassement Gruppe B | Endklassement Gruppe B | Endklassement Gruppe B | Endklassement Gruppe B | Endklassement Gruppe B | Endklassement Gruppe B | Endklassement Gruppe B | Endklassement Gruppe B |
| Platz                  | Name                   | MP                     | Pkt.                   | Aufn.                  | GD                     | BED                    | HS                     |
| ---------------------- | ---------------------- | ---------------------- | ---------------------- | ---------------------- | ---------------------- | ---------------------- | ---------------------- |
| 1                      | Trần Quyết Chiến       | 12                     | 235                    | 124                    | 1,895                  | 2,692                  | 11                     |
| 2                      | Torbjörn Blomdahl      | 12                     | 230                    | 135                    | 1,704                  | 2,188                  | 7                      |
| 3                      | Ly The Vinh            | 10                     | 223                    | 162                    | 1,377                  | 2,188                  | 8                      |
| 4                      | Cho Keon-hwi           | 10                     | 234                    | 181                    | 1,293                  | 2,188                  | 11                     |
| 5                      | Sonny Cho              | 6                      | 167                    | 177                    | 0,944                  | 1,029                  | 8                      |
| 6                      | Hong Jong-myung        | 2                      | 175                    | 195                    | 0,897                  | 1,522                  | 14                     |
| 7                      | Song Lim               | 2                      | 147                    | 189                    | 0,778                  | 0,833                  | 6                      |
| 8                      | Joel Switala           | 2                      | 147                    | 220                    | 0,668                  | 0,814                  | 6                      |

| Endklassement Gruppe C | Endklassement Gruppe C | Endklassement Gruppe C | Endklassement Gruppe C | Endklassement Gruppe C | Endklassement Gruppe C | Endklassement Gruppe C | Endklassement Gruppe C |
| Platz                  | Name                   | MP                     | Pkt.                   | Aufn.                  | GD                     | BED                    | HS                     |
| ---------------------- | ---------------------- | ---------------------- | ---------------------- | ---------------------- | ---------------------- | ---------------------- | ---------------------- |
| 1                      | Semih Saygıner         | 12                     | 243                    | 138                    | 1,761                  | 2,333                  | 11                     |
| 2                      | Eddy Merckx            | 10                     | 226                    | 125                    | 1,808                  | 2,333                  | 11                     |
| 3                      | Jérémy Bury            | 10                     | 224                    | 165                    | 1,358                  | 1,842                  | 11                     |
| 4                      | Nguyễn Đức Anh Chiến   | 8                      | 227                    | 164                    | 1,384                  | 1,667                  | 10                     |
| 5                      | Kim Jun-tae            | 6                      | 212                    | 160                    | 1,325                  | 2,059                  | 8                      |
| 6                      | Hugo Patino            | 6                      | 188                    | 143                    | 1,315                  | 1,591                  | 10                     |
| 7                      | Poul Bjerring          | 2                      | 187                    | 177                    | 1,056                  | 1,167                  | 8                      |
| 8                      | Dan Johansen           | 2                      | 141                    | 167                    | 0,844                  | 1,167                  | 6                      |

| Endklassement Gruppe D | Endklassement Gruppe D | Endklassement Gruppe D | Endklassement Gruppe D | Endklassement Gruppe D | Endklassement Gruppe D | Endklassement Gruppe D | Endklassement Gruppe D |
| Platz                  | Name                   | MP                     | Pkt.                   | Aufn.                  | GD                     | BED                    | HS                     |
| ---------------------- | ---------------------- | ---------------------- | ---------------------- | ---------------------- | ---------------------- | ---------------------- | ---------------------- |
| 1                      | Tayfun Taşdemir        | 14                     | 245                    | 132                    | 1,856                  | 3,182                  | 19                     |
| 2                      | Dick Jaspers           | 12                     | 243                    | 134                    | 1,813                  | 3,889                  | 13                     |
| 3                      | Nguyễn Quốc Nguyện     | 10                     | 208                    | 158                    | 1,316                  | 2,333                  | 14                     |
| 4                      | William Oh             | 8                      | 215                    | 184                    | 1,168                  | 1,522                  | 7                      |
| 5                      | Lars Dunch             | 4                      | 186                    | 171                    | 1,088                  | 2,333                  | 10                     |
| 6                      | Nalle Olsson           | 4                      | 163                    | 152                    | 1,072                  | 1,591                  | 6                      |
| 7                      | Brian Knudsen          | 4                      | 158                    | 154                    | 1,026                  | 2,333                  | 8                      |
| 8                      | Michael Kang           | 0                      | 147                    | 142                    | 1,035                  | ---                    | 6                      |

| Endklassement Gruppe E | Endklassement Gruppe E | Endklassement Gruppe E | Endklassement Gruppe E | Endklassement Gruppe E | Endklassement Gruppe E | Endklassement Gruppe E | Endklassement Gruppe E |
| Platz                  | Name                   | MP                     | Pkt.                   | Aufn.                  | GD                     | BED                    | HS                     |
| ---------------------- | ---------------------- | ---------------------- | ---------------------- | ---------------------- | ---------------------- | ---------------------- | ---------------------- |
| 1                      | Murat Naci Çoklu       | 14                     | 245                    | 134                    | 1,828                  | 3,182                  | 19                     |
| 2                      | Kim Haeng-jik          | 12                     | 233                    | 144                    | 1,618                  | 3,182                  | 11                     |
| 3                      | Roland Forthomme       | 8                      | 220                    | 159                    | 1,384                  | 2,188                  | 11                     |
| 4                      | Gokhan Salem           | 8                      | 198                    | 156                    | 1,269                  | 1,750                  | 9                      |
| 5                      | Raymond Ceulemans      | 8                      | 184                    | 158                    | 1,165                  | 1,842                  | 11                     |
| 6                      | Kang Dong-koong        | 4                      | 210                    | 129                    | 1,628                  | 2,692                  | 11                     |
| 7                      | Ricardo Carranco       | 2                      | 158                    | 155                    | 1,019                  | 0,833                  | 7                      |
| 8                      | Danny Korte            | 0                      | 139                    | 184                    | 0,755                  | ---                    | 6                      |

## Finalrunde
Die Zeitangaben beziehen sich auf New Yorker Ortszeit (MESZ +6).
| Legende | Legende                                       |
| --- | --------------------------------------------- |
| Abk. | Bedeutung                                     |
| Pkt. | erzielte Punkte                               |
| Aufn. | benötigte Aufnahmen                           |
| ED | Einzeldurchschnitt                            |
| GD | Generaldurchschnitt                           |
| VGD | Verhältnismässiger Generaldurchschnitt        |
| BMD | Bester Mannschaftsdurchschnitt                |
| BED | Bester Einzeldurchschnitt                     |
| BSD | Bester Satzdurchschnitt                       |
| BEVD | Bester Einzel Verhältnismässiger Durchschnitt |
| HS | Höchstserie                                   |
| MP | Match Points                                  |
| PP | Partie Punkte                                 |
| G-U-V | Gewonnen-Unentschieden-Verloren               |
| SV | Satzverhältnis                                |
| WRP | Weltranglistenpunkte                          |
| | 1. Platz (Gold)                               |
| | 2. Platz (Silber)                             |
| | 3. Platz (Bronze)                             |
| | Bester GD des Turniers/Runde                  |
| | Bester VGD des Turniers/Runde                 |
| | Bester ED des Turniers/Runde                  |
| | Bester BVGD des Turniers/Runde                |
| | Beste HS des Turniers/Runde                   |
| (Evtl. finden nicht alle Begriffe Anwendung oder einige sind nicht aufgeführt. Diese können in der Liste der Karambolage-Begriffe nachgesehen werden.) |                                               |

|  | Achtelfinale 40 Points | Achtelfinale 40 Points | Achtelfinale 40 Points | Achtelfinale 40 Points | Achtelfinale 40 Points | Achtelfinale 40 Points |                    |      | Viertelfinale 40 Points | Viertelfinale 40 Points | Viertelfinale 40 Points | Viertelfinale 40 Points | Viertelfinale 40 Points | Viertelfinale 40 Points |       |       | Halbfinale 40 Points | Halbfinale 40 Points | Halbfinale 40 Points | Halbfinale 40 Points | Halbfinale 40 Points | Halbfinale 40 Points |  |  | Finale 40 Points | Finale 40 Points | Finale 40 Points | Finale 40 Points | Finale 40 Points | Finale 40 Points |
|  |                        |                        |                        |                        |                        |                        |                    |      |                         |                         |                         |                         |                         |                         |       |       |                      |                      |                      |                      |                      |                      |  |  |                  |                  |                  |                  |                  |                  |
|  | 6. Aug 2016; 10:00     | Pkt.                   | Aufn.                  | ED                     | HS                     | MP                     |                    |      |                         |                         |                         |                         |                         |                         |       |       |                      |                      |                      |                      |                      |                      |  |  |                  |                  |                  |                  |                  |                  |
|  | 6. Aug 2016; 10:00     | Pkt.                   | Aufn.                  | ED                     | HS                     | MP                     |                    |      |                         |                         |                         |                         |                         |                         |       |       |                      |                      |                      |                      |                      |                      |  |  |                  |                  |                  |                  |                  |                  |
|  | Tayfun Taşdemir        | 40                     | 16                     | 2,500                  | 17                     | 2                      |                    |      |                         |                         |                         |                         |                         |                         |       |       |                      |                      |                      |                      |                      |                      |  |  |                  |                  |                  |                  |                  |                  |
|  | Tayfun Taşdemir        | 40                     | 16                     | 2,500                  | 17                     | 2                      | 6. Aug 2016; 12:00 | Pkt. | Aufn.                   | ED                      | HS                      | MP                      |                         |                         |       |       |                      |                      |                      |                      |                      |                      |  |  |                  |                  |                  |                  |                  |                  |
|  | Huberney Cataño        | 12                     | 15                     | 0,800                  | 5                      | 0                      | 6. Aug 2016; 12:00 | Pkt. | Aufn.                   | ED                      | HS                      | MP                      |                         |                         |       |       |                      |                      |                      |                      |                      |                      |  |  |                  |                  |                  |                  |                  |                  |
|  | Huberney Cataño        | 12                     | 15                     | 0,800                  | 5                      | 0                      | Tayfun Taşdemir    | 39   | 22                      | 1,773                   | 10                      | 0                       |                         |                         |       |       |                      |                      |                      |                      |                      |                      |  |  |                  |                  |                  |                  |                  |                  |
|  | 6. Aug 2016; 10:00     | Pkt.                   | Aufn.                  | ED                     | HS                     | MP                     | Tayfun Taşdemir    | 39   | 22                      | 1,773                   | 10                      | 0                       |                         |                         |       |       |                      |                      |                      |                      |                      |                      |  |  |                  |                  |                  |                  |                  |                  |
|  | 6. Aug 2016; 10:00     | Pkt.                   | Aufn.                  | ED                     | HS                     | MP                     |                    |      | Frédéric Caudron        | 40                      | 22                      | 1,818                   | 7                       | 2                       |       |       |                      |                      |                      |                      |                      |                      |  |  |                  |                  |                  |                  |                  |                  |
|  | Frédéric Caudron       | 40                     | 16                     | 2,500                  | 6                      | 2                      |                    |      | Frédéric Caudron        | 40                      | 22                      | 1,818                   | 7                       | 2                       |       |       |                      |                      |                      |                      |                      |                      |  |  |                  |                  |                  |                  |                  |                  |
|  | Frédéric Caudron       | 40                     | 16                     | 2,500                  | 6                      | 2                      |                    |      |                         |                         |                         |                         | 6. Aug 2016; 15:00      | Pkt.                    | Aufn. | ED    | HS                   | MP                   |                      |                      |                      |                      |  |  |                  |                  |                  |                  |                  |                  |
|  | Kim Haeng-jik          | 19                     | 16                     | 1,188                  | 4                      | 0                      |                    |      |                         |                         |                         |                         | 6. Aug 2016; 15:00      | Pkt.                    | Aufn. | ED    | HS                   | MP                   |                      |                      |                      |                      |  |  |                  |                  |                  |                  |                  |                  |
|  | Kim Haeng-jik          | 19                     | 16                     | 1,188                  | 4                      | 0                      | Frédéric Caudron   | 36   | 20                      | 1,800                   | 9                       | 0                       |                         |                         |       |       |                      |                      |                      |                      |                      |                      |  |  |                  |                  |                  |                  |                  |                  |
|  | 6. Aug 2016; 10:00     | Pkt.                   | Aufn.                  | ED                     | HS                     | MP                     | Frédéric Caudron   | 36   | 20                      | 1,800                   | 9                       | 0                       |                         |                         |       |       |                      |                      |                      |                      |                      |                      |  |  |                  |                  |                  |                  |                  |                  |
|  | 6. Aug 2016; 10:00     | Pkt.                   | Aufn.                  | ED                     | HS                     | MP                     |                    |      | Jérémy Bury             | 40                      | 21                      | 1,905                   | 10                      | 2                       |       |       |                      |                      |                      |                      |                      |                      |  |  |                  |                  |                  |                  |                  |                  |
|  | Semih Saygıner         | 30                     | 21                     | 1,429                  | 8                      | 0                      |                    |      | Jérémy Bury             | 40                      | 21                      | 1,905                   | 10                      | 2                       |       |       |                      |                      |                      |                      |                      |                      |  |  |                  |                  |                  |                  |                  |                  |
|  | Semih Saygıner         | 30                     | 21                     | 1,429                  | 8                      | 0                      | 6. Aug 2016; 12:00 | Pkt. | Aufn.                   | ED                      | HS                      | MP                      |                         |                         |       |       |                      |                      |                      |                      |                      |                      |  |  |                  |                  |                  |                  |                  |                  |
|  | Vinh Ly The            | 40                     | 22                     | 1,818                  | 5                      | 2                      | 6. Aug 2016; 12:00 | Pkt. | Aufn.                   | ED                      | HS                      | MP                      |                         |                         |       |       |                      |                      |                      |                      |                      |                      |  |  |                  |                  |                  |                  |                  |                  |
|  | Vinh Ly The            | 40                     | 22                     | 1,818                  | 5                      | 2                      | Vinh Ly The        | 20   | 19                      | 1,053                   | 4                       | 0                       |                         |                         |       |       |                      |                      |                      |                      |                      |                      |  |  |                  |                  |                  |                  |                  |                  |
|  | 6. Aug 2016; 10:00     | Pkt.                   | Aufn.                  | ED                     | HS                     | MP                     | Vinh Ly The        | 20   | 19                      | 1,053                   | 4                       | 0                       |                         |                         |       |       |                      |                      |                      |                      |                      |                      |  |  |                  |                  |                  |                  |                  |                  |
|  | 6. Aug 2016; 10:00     | Pkt.                   | Aufn.                  | ED                     | HS                     | MP                     |                    |      | Jérémy Bury             | 40                      | 19                      | 2,105                   | 9                       | 2                       |       |       |                      |                      |                      |                      |                      |                      |  |  |                  |                  |                  |                  |                  |                  |
|  | Jérémy Bury            | 40                     | 28                     | 1,429                  | 7                      | 2                      |                    |      | Jérémy Bury             | 40                      | 19                      | 2,105                   | 9                       | 2                       |       |       |                      |                      |                      |                      |                      |                      |  |  |                  |                  |                  |                  |                  |                  |
|  | Jérémy Bury            | 40                     | 28                     | 1,429                  | 7                      | 2                      |                    |      |                         |                         |                         |                         |                         | 6. Aug 2016; 17:00      | Pkt.  | Aufn. | ED                   | HS                   | MP                   |                      |                      |                      |  |  |                  |                  |                  |                  |                  |                  |
|  | Trần Quyết Chiến       | 29                     | 28                     | 1,036                  | 5                      | 0                      |                    |      |                         |                         |                         |                         |                         | 6. Aug 2016; 17:00      | Pkt.  | Aufn. | ED                   | HS                   | MP                   |                      |                      |                      |  |  |                  |                  |                  |                  |                  |                  |
|  | Trần Quyết Chiến       | 29                     | 28                     | 1,036                  | 5                      | 0                      | Jérémy Bury        | 40   | 16                      | 2,500                   | 10                      | 2                       |                         |                         |       |       |                      |                      |                      |                      |                      |                      |  |  |                  |                  |                  |                  |                  |                  |
|  | 6. Aug 2016; 10:00     | Pkt.                   | Aufn.                  | ED                     | HS                     | MP                     | Jérémy Bury        | 40   | 16                      | 2,500                   | 10                      | 2                       |                         |                         |       |       |                      |                      |                      |                      |                      |                      |  |  |                  |                  |                  |                  |                  |                  |
|  | 6. Aug 2016; 10:00     | Pkt.                   | Aufn.                  | ED                     | HS                     | MP                     |                    |      | Dick Jaspers            | 32                      | 16                      | 2,000                   | 9                       | 0                       |       |       |                      |                      |                      |                      |                      |                      |  |  |                  |                  |                  |                  |                  |                  |
|  | Martin Horn            | 40                     | 23                     | 1,739                  | 11                     | 2                      |                    |      | Dick Jaspers            | 32                      | 16                      | 2,000                   | 9                       | 0                       |       |       |                      |                      |                      |                      |                      |                      |  |  |                  |                  |                  |                  |                  |                  |
|  | Martin Horn            | 40                     | 23                     | 1,739                  | 11                     | 2                      | 6. Aug 2016; 12:00 | Pkt. | Aufn.                   | ED                      | HS                      | MP                      |                         |                         |       |       |                      |                      |                      |                      |                      |                      |  |  |                  |                  |                  |                  |                  |                  |
|  | Nguyễn Quốc Nguyện     | 22                     | 22                     | 1,000                  | 3                      | 0                      | 6. Aug 2016; 12:00 | Pkt. | Aufn.                   | ED                      | HS                      | MP                      |                         |                         |       |       |                      |                      |                      |                      |                      |                      |  |  |                  |                  |                  |                  |                  |                  |
|  | Nguyễn Quốc Nguyện     | 22                     | 22                     | 1,000                  | 3                      | 0                      | Martin Horn        | 36   | 21                      | 1,714                   | 7                       | 0                       |                         |                         |       |       |                      |                      |                      |                      |                      |                      |  |  |                  |                  |                  |                  |                  |                  |
|  | 6. Aug 2016; 10:00     | Pkt.                   | Aufn.                  | ED                     | HS                     | MP                     | Martin Horn        | 36   | 21                      | 1,714                   | 7                       | 0                       |                         |                         |       |       |                      |                      |                      |                      |                      |                      |  |  |                  |                  |                  |                  |                  |                  |
|  | 6. Aug 2016; 10:00     | Pkt.                   | Aufn.                  | ED                     | HS                     | MP                     |                    |      | Dick Jaspers            | 40                      | 22                      | 1,818                   | 9                       | 2                       |       |       |                      |                      |                      |                      |                      |                      |  |  |                  |                  |                  |                  |                  |                  |
|  | Cho Jae-ho             | 28                     | 14                     | 2,000                  | 9                      | 0                      |                    |      | Dick Jaspers            | 40                      | 22                      | 1,818                   | 9                       | 2                       |       |       |                      |                      |                      |                      |                      |                      |  |  |                  |                  |                  |                  |                  |                  |
|  | Cho Jae-ho             | 28                     | 14                     | 2,000                  | 9                      | 0                      |                    |      |                         |                         |                         |                         | 6. Aug 2016; 15:00      | Pkt.                    | Aufn. | ED    | HS                   | MP                   |                      |                      |                      |                      |  |  |                  |                  |                  |                  |                  |                  |
|  | Dick Jaspers           | 40                     | 14                     | 2,857                  | 11                     | 2                      |                    |      |                         |                         |                         |                         | 6. Aug 2016; 15:00      | Pkt.                    | Aufn. | ED    | HS                   | MP                   |                      |                      |                      |                      |  |  |                  |                  |                  |                  |                  |                  |
|  | Dick Jaspers           | 40                     | 14                     | 2,857                  | 11                     | 2                      | Dick Jaspers       | 40   | 14                      | 2,857                   | 7                       | 2                       |                         |                         |       |       |                      |                      |                      |                      |                      |                      |  |  |                  |                  |                  |                  |                  |                  |
|  | 6. Aug 2016; 10:00     | Pkt.                   | Aufn.                  | ED                     | HS                     | MP                     | Dick Jaspers       | 40   | 14                      | 2,857                   | 7                       | 2                       |                         |                         |       |       |                      |                      |                      |                      |                      |                      |  |  |                  |                  |                  |                  |                  |                  |
|  | 6. Aug 2016; 10:00     | Pkt.                   | Aufn.                  | ED                     | HS                     | MP                     |                    |      | Eddy Merckx             | 16                      | 13                      | 1,231                   | 7                       | 0                       |       |       |                      |                      |                      |                      |                      |                      |  |  |                  |                  |                  |                  |                  |                  |
|  | Torbjörn Blomdahl      | 31                     | 23                     | 1,348                  | 8                      | 0                      |                    |      | Eddy Merckx             | 16                      | 13                      | 1,231                   | 7                       | 0                       |       |       |                      |                      |                      |                      |                      |                      |  |  |                  |                  |                  |                  |                  |                  |
|  | Torbjörn Blomdahl      | 31                     | 23                     | 1,348                  | 8                      | 0                      | 6. Aug 2016; 12:00 | Pkt. | Aufn.                   | ED                      | HS                      | MP                      |                         |                         |       |       |                      |                      |                      |                      |                      |                      |  |  |                  |                  |                  |                  |                  |                  |
|  | Eddy Merckx            | 40                     | 24                     | 1,667                  | 8                      | 2                      | 6. Aug 2016; 12:00 | Pkt. | Aufn.                   | ED                      | HS                      | MP                      |                         |                         |       |       |                      |                      |                      |                      |                      |                      |  |  |                  |                  |                  |                  |                  |                  |
|  | Eddy Merckx            | 40                     | 24                     | 1,667                  | 8                      | 2                      | Eddy Merckx        | 40   | 14                      | 2,857                   | 10                      | 2                       |                         |                         |       |       |                      |                      |                      |                      |                      |                      |  |  |                  |                  |                  |                  |                  |                  |
|  | 6. Aug 2016; 10:00     | Pkt.                   | Aufn.                  | ED                     | HS                     | MP                     | Eddy Merckx        | 40   | 14                      | 2,857                   | 10                      | 2                       |                         |                         |       |       |                      |                      |                      |                      |                      |                      |  |  |                  |                  |                  |                  |                  |                  |
|  | 6. Aug 2016; 10:00     | Pkt.                   | Aufn.                  | ED                     | HS                     | MP                     |                    |      | Roland Forthomme        | 24                      | 14                      | 1,714                   | 9                       | 0                       |       |       |                      |                      |                      |                      |                      |                      |  |  |                  |                  |                  |                  |                  |                  |
|  | Roland Forthomme       | 40                     | 20                     | 2,000                  | 5                      | 2                      |                    |      | Roland Forthomme        | 24                      | 14                      | 1,714                   | 9                       | 0                       |       |       |                      |                      |                      |                      |                      |                      |  |  |                  |                  |                  |                  |                  |                  |
|  | Roland Forthomme       | 40                     | 20                     | 2,000                  | 5                      | 2                      |                    |      |                         |                         |                         |                         |                         |                         |       |       |                      |                      |                      |                      |                      |                      |  |  |                  |                  |                  |                  |                  |                  |
|  | Murat Naci Çoklu       | 28                     | 19                     | 1,474                  | 9                      | 0                      |                    |      |                         |                         |                         |                         |                         |                         |       |       |                      |                      |                      |                      |                      |                      |  |  |                  |                  |                  |                  |                  |                  |
|  | Murat Naci Çoklu       | 28                     | 19                     | 1,474                  | 9                      | 0                      |                    |      |                         |                         |                         |                         |                         |                         |       |       |                      |                      |                      |                      |                      |                      |  |  |                  |                  |                  |                  |                  |                  |

### Play-offs

#### Plätze 9–16
| Vorrunde (Verlierer des Achtelfinals)                     | Vorrunde (Verlierer des Achtelfinals) | Vorrunde (Verlierer des Achtelfinals) | Vorrunde (Verlierer des Achtelfinals) |
| Spiel                                                     | Spieler 1                             | Erg.                                  | Spieler 2                             |
| --------------------------------------------------------- | ------------------------------------- | ------------------------------------- | ------------------------------------- |
| 1                                                         | Huberney Cataño                       | 40:39                                 | Kim Haeng-jik                         |
| 2                                                         | Semih Saygıner                        | 35:40                                 | Trần Quyết Chiến                      |
| 3                                                         | Nguyễn Quốc Nguyện                    | 30:40                                 | Cho Jae-ho                            |
| 4                                                         | Torbjörn Blomdahl                     | 39:40                                 | Murat Naci Çoklu                      |
| Sieger (Ausspielung um Plätze 9–12)                       |                                       |                                       |                                       |
| 1                                                         | Huberney Cataño                       | 35:40                                 | Trần Quyết Chiến                      |
| 2                                                         | Cho Jae-ho                            | 40:31                                 | Murat Naci Çoklu                      |
| Die Sieger spielen um Platz 9, die Verlierer um Platz 11  |                                       |                                       |                                       |
| Verlierer (Ausspielung um Plätze 13–16)                   |                                       |                                       |                                       |
| 3                                                         | Kim Haeng-jik                         | 40:15                                 | Semih Saygıner                        |
| 4                                                         | Nguyễn Quốc Nguyện                    | 21:40                                 | Torbjörn Blomdahl                     |
| Die Sieger spielen um Platz 13, die Verlierer um Platz 15 |                                       |                                       |                                       |

|  | Spiel um Platz 9 |                  |    |
|  |                  |                  |    |
|  |                  |                  |    |
|  |                  | Trần Quyết Chiến | 40 |
|  |                  | Cho Jae-ho       | 30 |

|  | Spiel um Platz 11 |                  |    |
|  |                   |                  |    |
|  |                   |                  |    |
|  |                   | Huberney Cataño  | 40 |
|  |                   | Murat Naci Çoklu | 28 |

|  | Spiel um Platz 13 |                   |    |
|  |                   |                   |    |
|  |                   |                   |    |
|  |                   | Kim Haeng-jik     | 40 |
|  |                   | Torbjörn Blomdahl | 35 |

|  | Spiel um Platz 15 |                    |    |
|  |                   |                    |    |
|  |                   |                    |    |
|  |                   | Semih Saygıner     | 39 |
|  |                   | Nguyễn Quốc Nguyện | 40 |

#### Plätze 5–8
| Spiel | Spieler 1       | Erg.  | Spieler 2        |
| ----- | --------------- | ----- | ---------------- |
| 1     | Tayfun Taşdemir | 40:30 | Vinh Ly The      |
| 2     | Martin Horn     | 40:37 | Roland Forthomme |

|  | Spiel um Platz 5 (Sieger) |                 |    |
|  |                           |                 |    |
|  |                           |                 |    |
|  |                           | Tayfun Taşdemir | 35 |
|  |                           | Martin Horn     | 40 |

|  | Spiel um Platz 7 (Verlierer) |                  |    |
|  |                              |                  |    |
|  |                              |                  |    |
|  |                              | Vinh Ly The      | 35 |
|  |                              | Roland Forthomme | 40 |

#### Platz 3
|  | Spiel um Platz 3 |                  |    |
|  |                  |                  |    |
|  |                  |                  |    |
|  |                  | Frédéric Caudron | 38 |
|  |                  | Eddy Merckx      | 40 |

## Fotogalerie

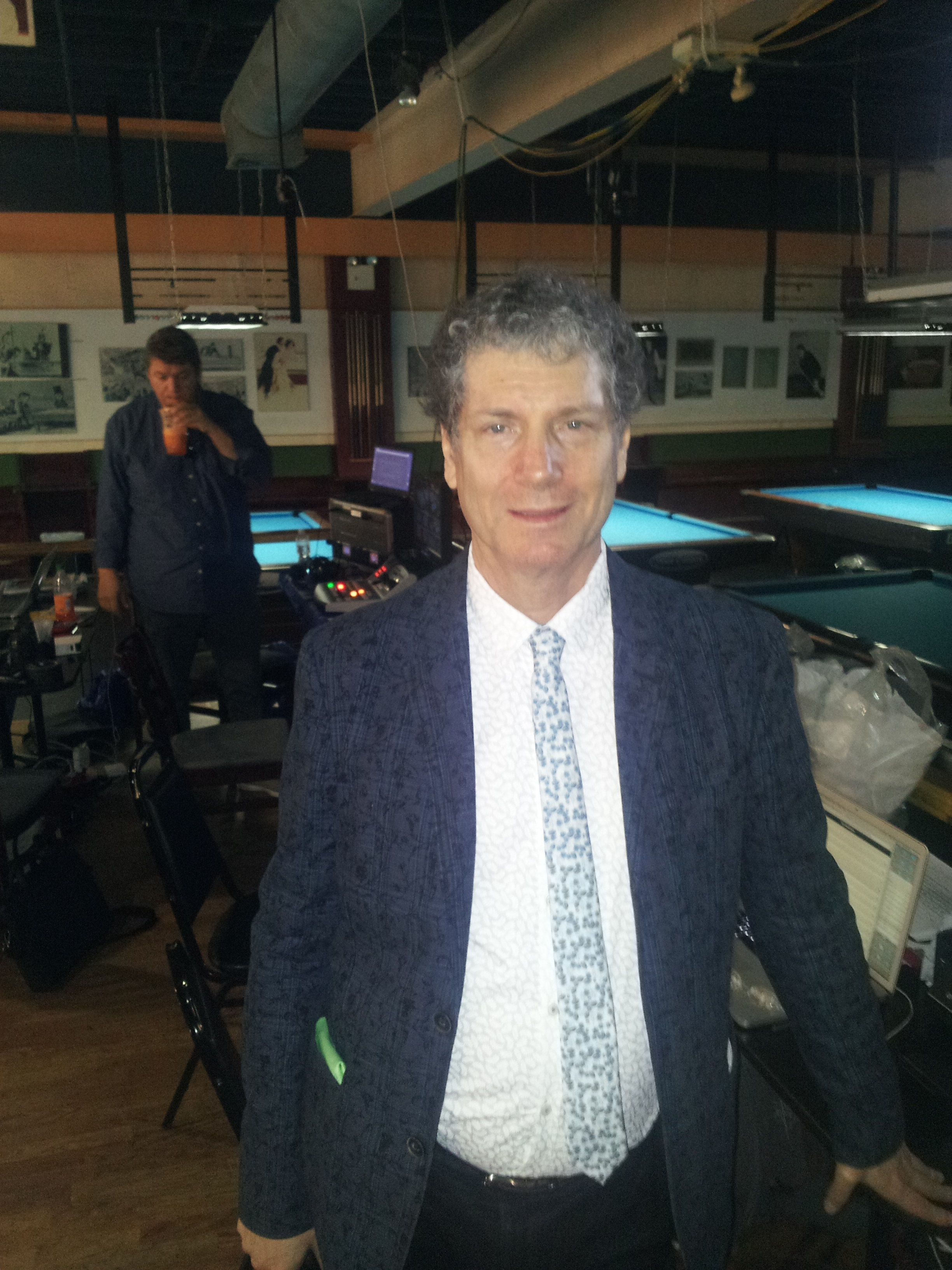
Turnierleiter Charlie Brown
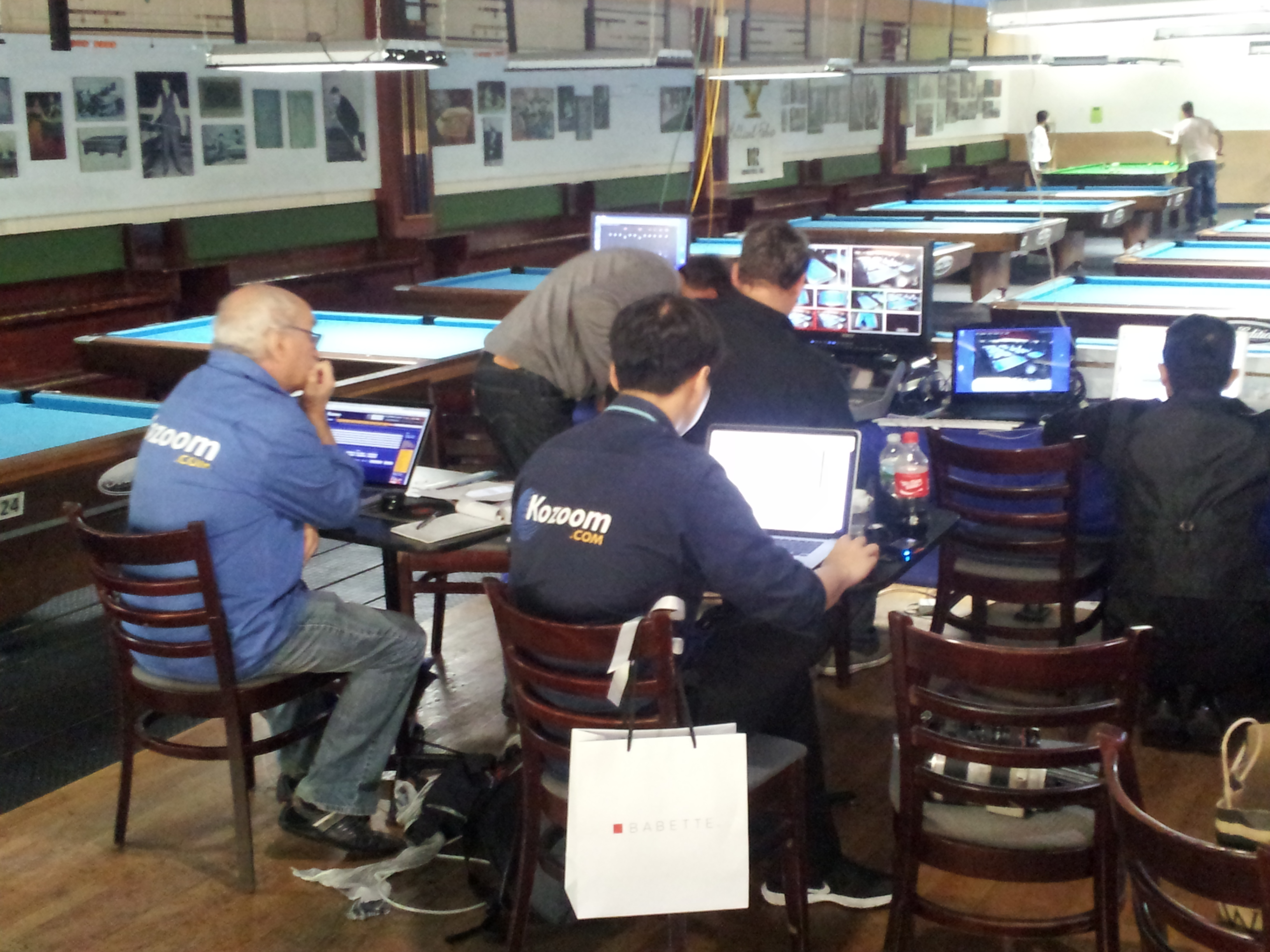
Kozoom (TV-Übertragung) bei der Arbeit
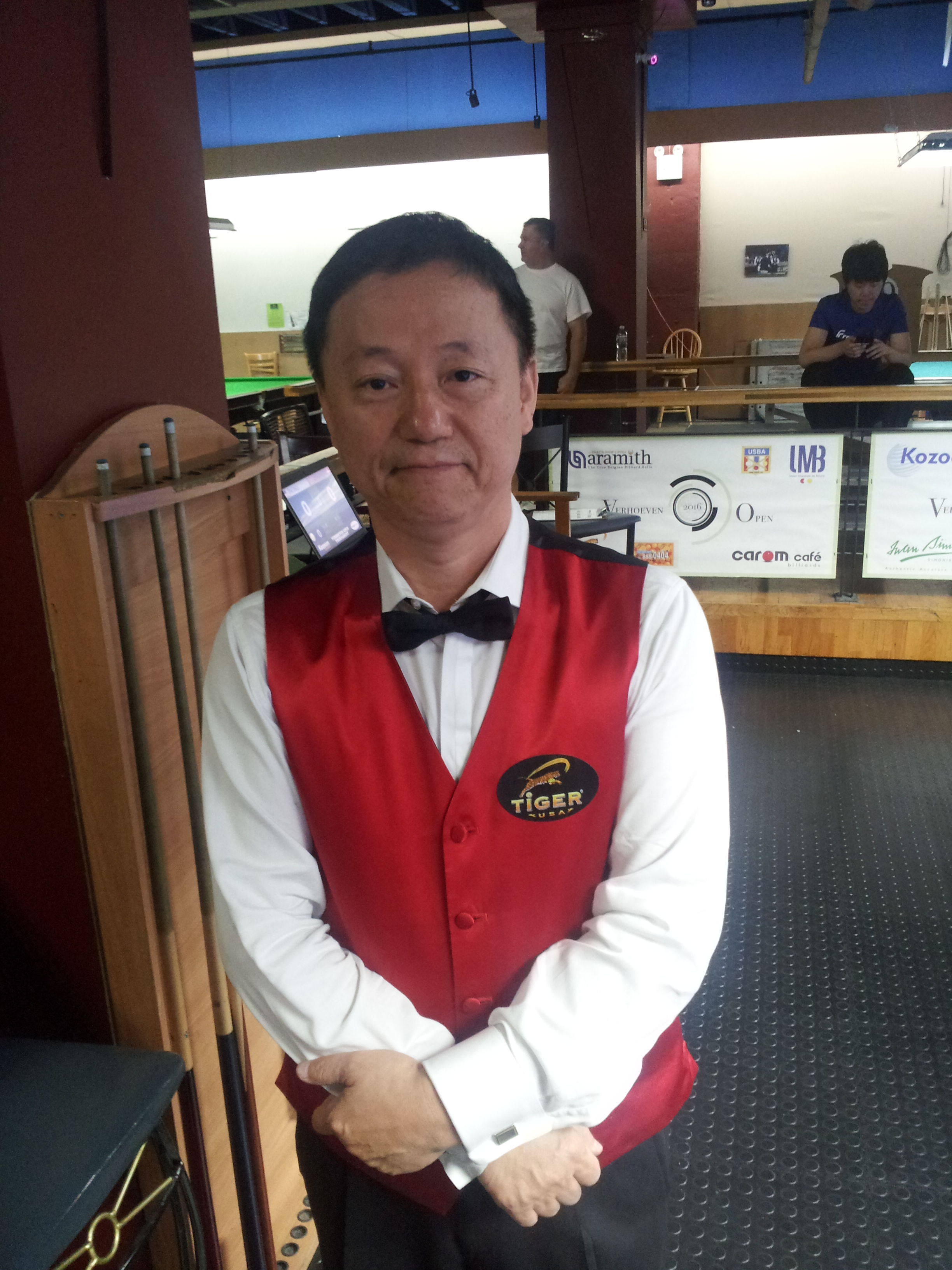
Michael Kang, Freund und Geschäftspartner des verstorbenen Sang Chun Lee, Begründer des Carom Café und der Turnierserie
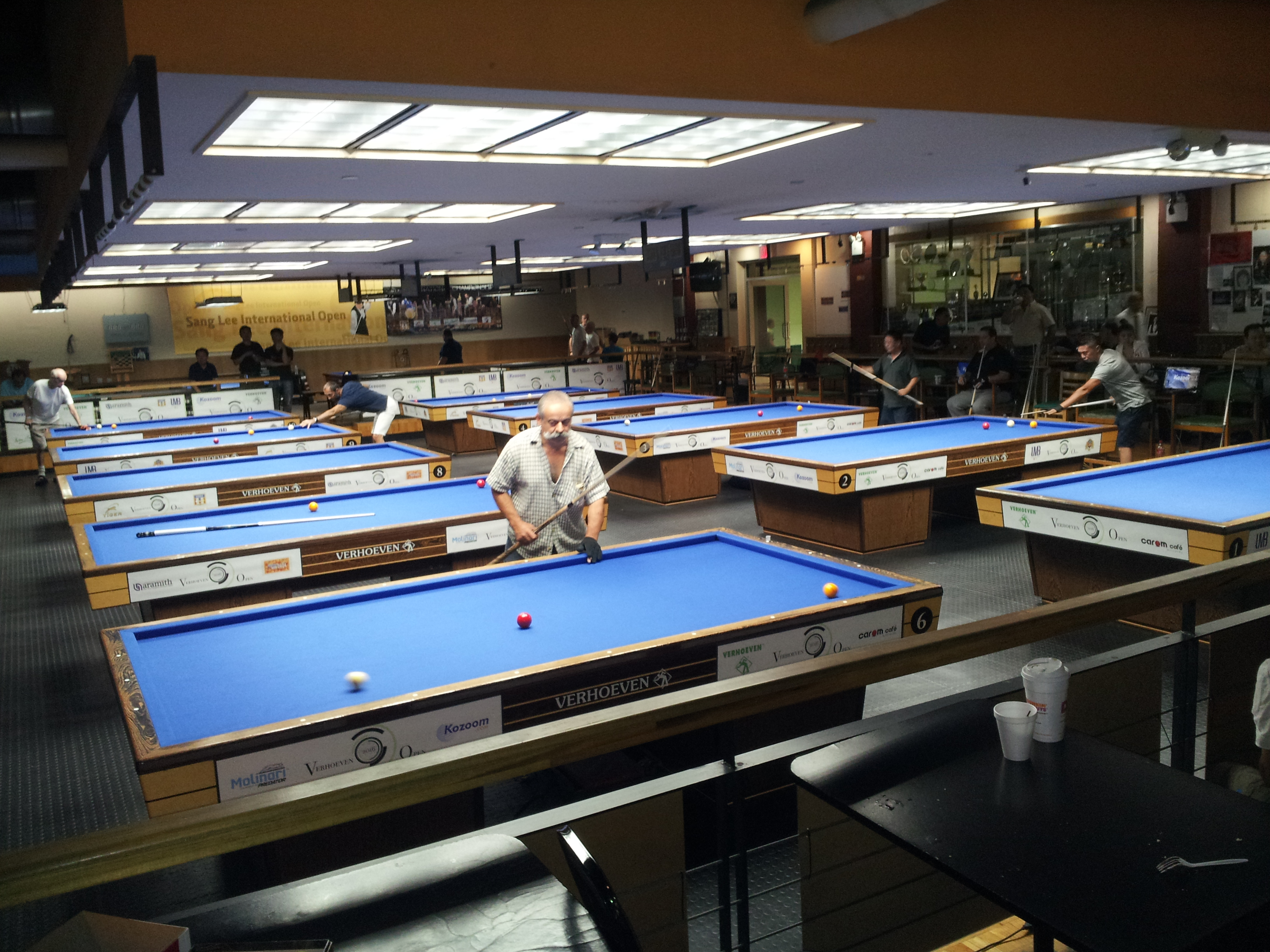
Spielatmosphäre
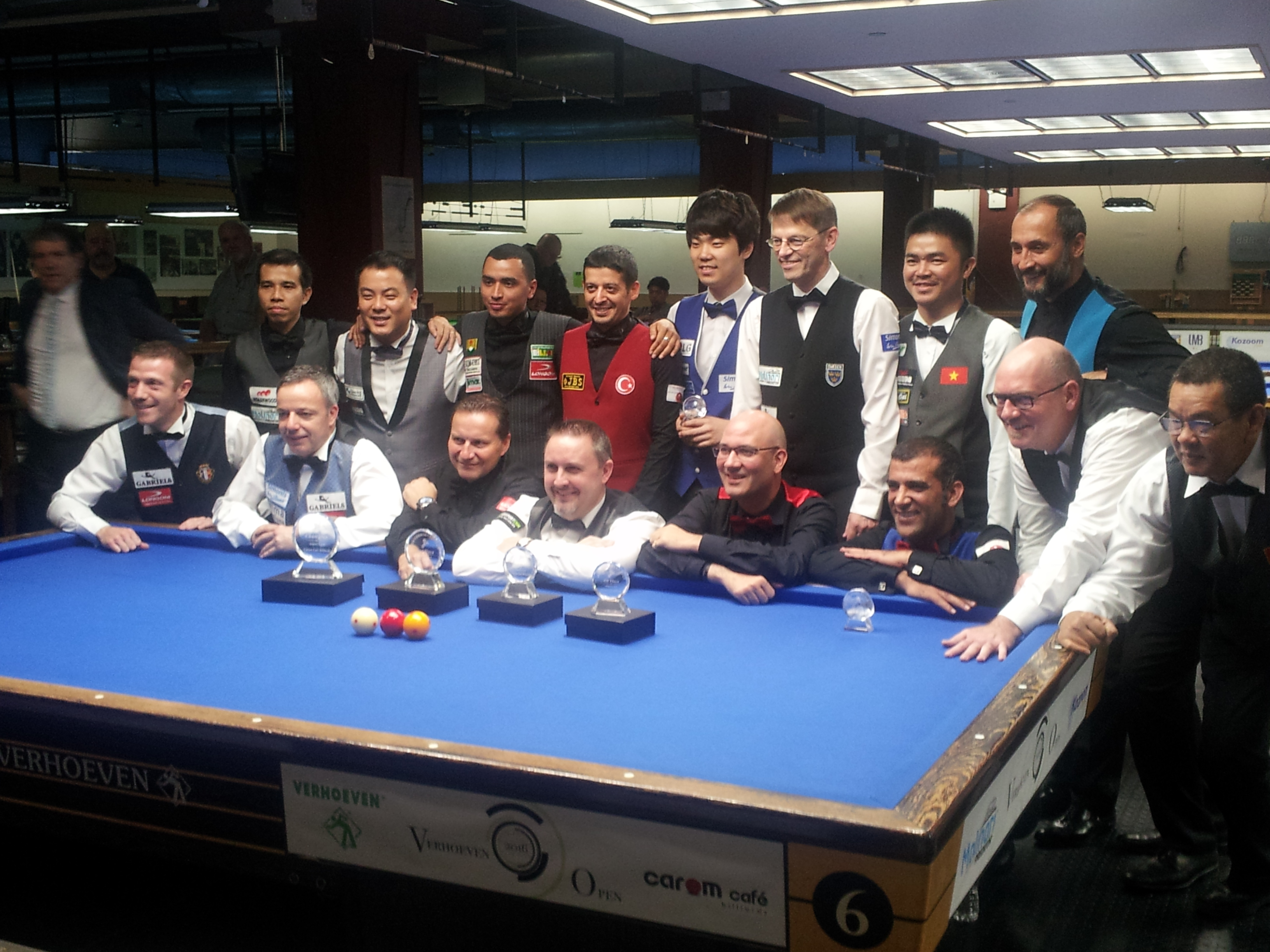
„Die Letzten 16“ Vordere Reihe Plätze 1–8, hintere Reihe Plätze 9–16 (jeweils v. l. n. r.)
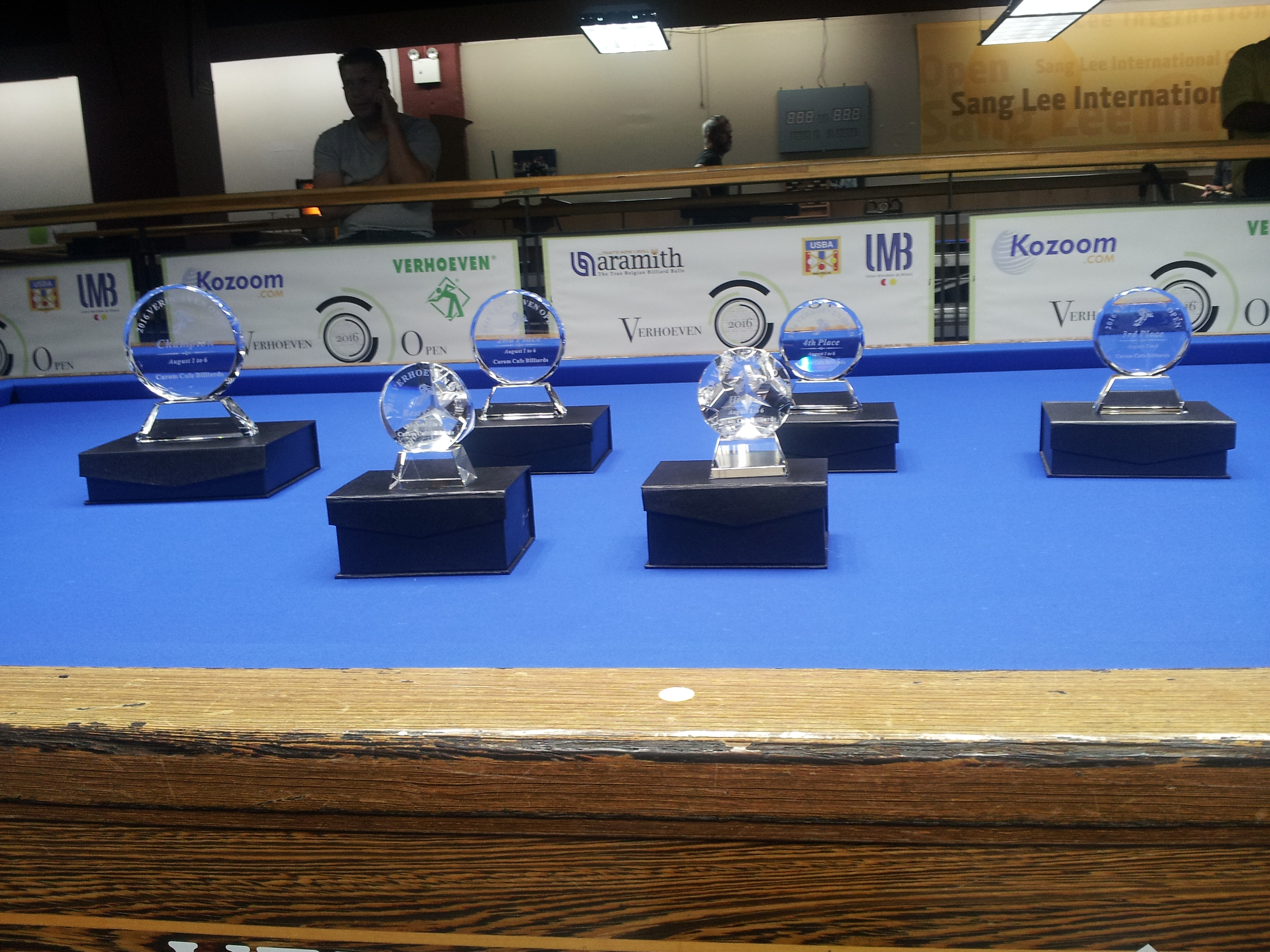
Die Pokale
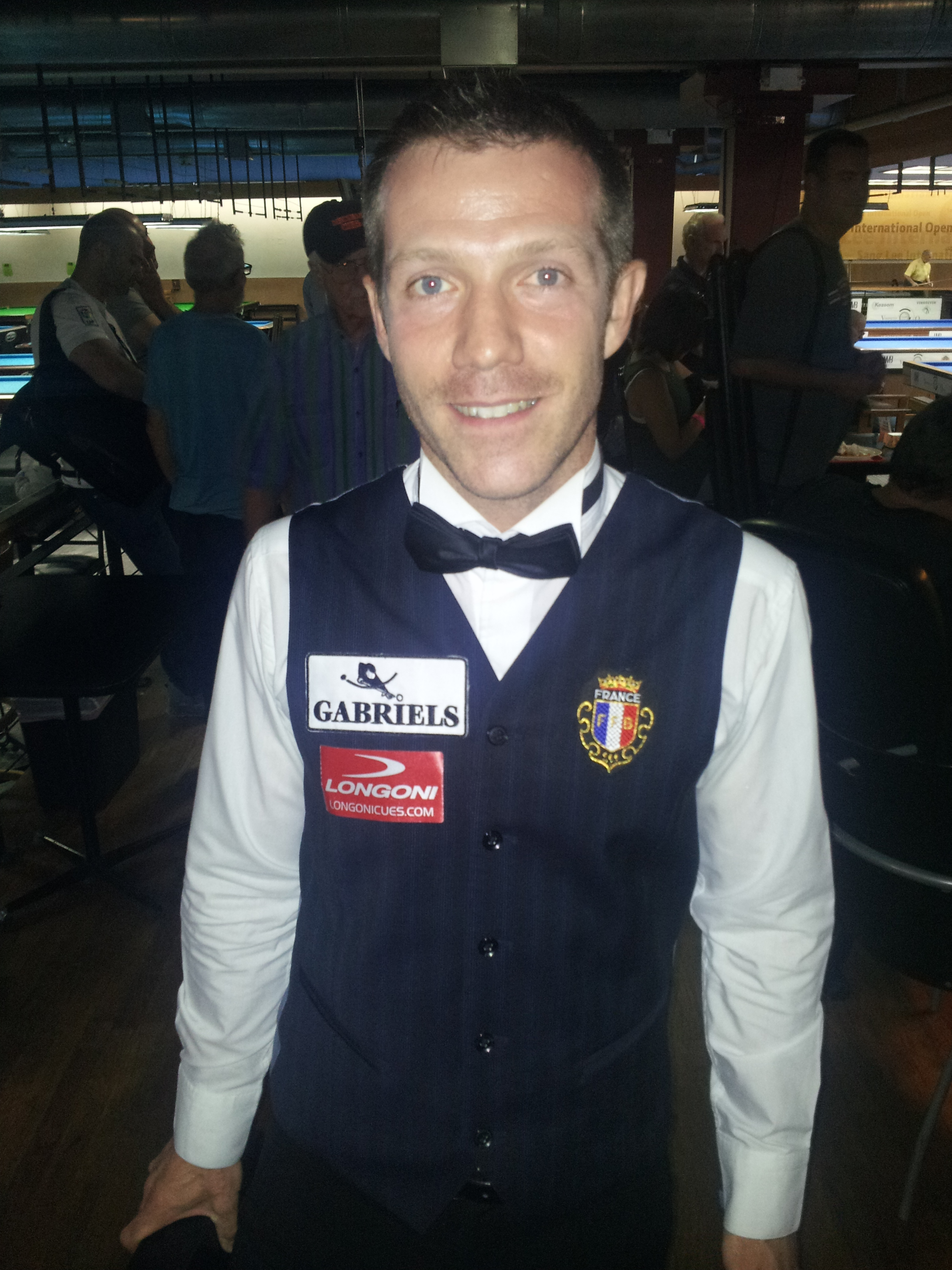
Der Sieger Jérémy Bury
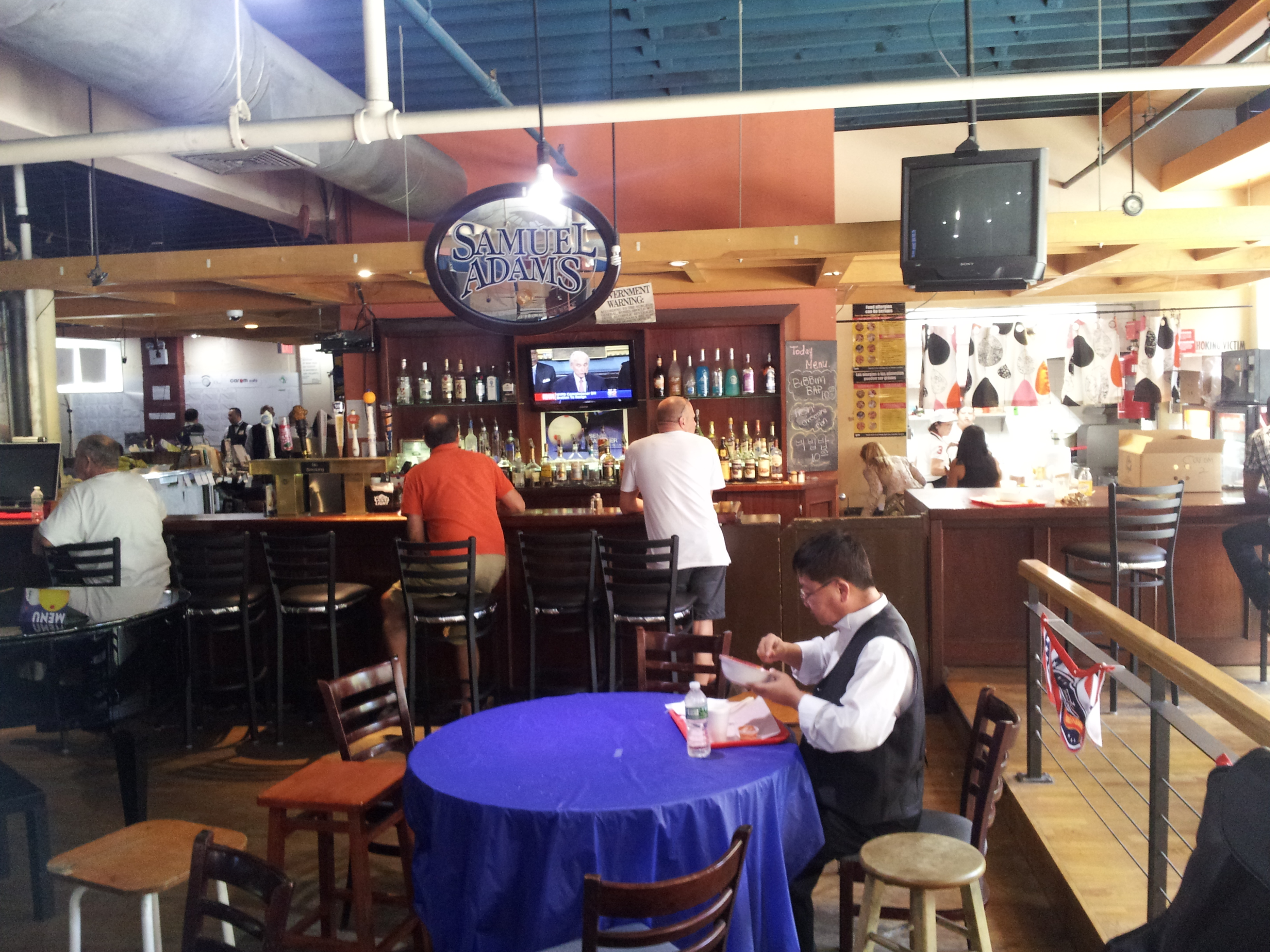
Barbereich zwischen den Spielen als Interviewbereich

## Abschlusstabelle
Aus Gründen der Übersichtlichkeit werden hier nur die Plätze der Finalrunde dargestellt.
| Endklassement | Endklassement | Endklassement      | Endklassement | Endklassement | Endklassement | Endklassement | Endklassement | Endklassement |
| Phase         | Platz         | Name               | MP            | Pkt.          | Aufn.         | GD            | BED           | HS            |
| ------------- | ------------- | ------------------ | ------------- | ------------- | ------------- | ------------- | ------------- | ------------- |
| Finale        | 1             | Jérémy Bury        | 18            | 384           | 249           | 1,542         | 2,500         | 11            |
| Finale        | 2             | Dick Jaspers       | 18            | 395           | 200           | 1,975         | 3,889         | 13            |
| Finale        | 3             | Eddy Merckx        | 18            | 362           | 204           | 1,775         | 2,875         | 11            |
| Finale        | 4             | Frédéric Caudron   | 16            | 370           | 205           | 1,805         | 3,500         | 13            |
| Finale        | 5             | Martin Horn        | 18            | 395           | 211           | 1,872         | 3,500         | 11            |
| Finale        | 6             | Tayfun Taşdemir    | 18            | 399           | 214           | 1,864         | 3,182         | 19            |
| Finale        | 7             | Roland Forthomme   | 10            | 361           | 243           | 1,486         | 2,188         | 11            |
| Finale        | 8             | Vinh Ly The        | 12            | 348           | 252           | 1,381         | 2,188         | 8             |
| Play- offs    | 9             | Trần Quyết Chiến   | 18            | 384           | 225           | 1,707         | 2,692         | 13            |
| Play- offs    | 10            | Cho Jae-ho         | 14            | 252           | 211           | 1,668         | 3,182         | 10            |
| Play- offs    | 11            | Huberney Cataño    | 14            | 316           | 219           | 1,443         | 2,692         | 11            |
| Play- offs    | 12            | Murat Naci Çoklu   | 14            | 372           | 212           | 1,755         | 2,692         | 10            |
| Play- offs    | 13            | Kim Haeng-jik      | 16            | 371           | 214           | 1,734         | 4,444         | 15            |
| Play- offs    | 14            | Torbjörn Blomdahl  | 14            | 375           | 202           | 1,856         | 2,667         | 11            |
| Play- offs    | 15            | Nguyễn Quốc Nguyện | 12            | 321           | 242           | 1,326         | 2,333         | 14            |
| Play- offs    | 16            | Semih Saygıner     | 12            | 362           | 229           | 1,581         | 3,500         | 18            |